# Велика Єкатеринівка (Саратовська область)
Велика Єкатеринівка (рос. Большая Екатериновка) — село у Аткарському районі Саратовської області Російської Федерації.
Населення становить 519 осіб. Належить до муніципального утворення Великокатериновське муніципальне утворення.

## Історія
Населений пункт розташований у межах українського історичного та культурного регіону Жовтий Клин.
Від 23 липня 1928 року в складі Аткарського району Саратовського округу Нижньо-Волзького краю. До цього — у складі Аткарського повіту Саратовської губернії.
З 1934 року підпорядковується Саратовському краю, з 1936 року — в складі Саратовської області.
Згідно із законом N 90-ЗСО від 27 грудня 2004 року органом місцевого самоврядування є Великокатериновське муніципальне утворення.

## Населення
| 2010 |
| ---- |
| 519  |